# Laterotrema americanum
Laterotrema americanum är en plattmaskart som beskrevs av Semenow 1928. Laterotrema americanum ingår i släktet Laterotrema och familjen Laterotrematidae. Inga underarter finns listade i Catalogue of Life.